# علاء الدين (لعبة فيديو)
علاء الدين (بالإنجليزية: Disney's Aladdin)‏ هي لعبة منصات من تطوير ديزني إنترأكتيف ستوديوز ومن نشر سيجا وصدرت عام 1993 على مشغلات نينتندو إنترتينمنت سيستم وميجا درايف وغيم بوي وغيم بوي كولر وسيجا جيم جير ودوس.

## وصلات خارجية
- علاء الدين على موبي غيمز
- Aladdin Nasira's Revenge gamespace on غيم سبوت
- Disney's Aladdin Chess Adventures gamespace at آي جي إن
- علاء الدين على موقع IMDb (الإنجليزية)